# Férfi 10 000 méteres gyorskorcsolya az 1998. évi téli olimpiai játékokon
Az 1998. évi téli olimpiai játékokon a gyorskorcsolya férfi 10 000 méteres versenyszámát február 17-én rendezték. Az aranyérmet a holland Gianni Romme nyerte meg. A versenyszámban nem vett részt magyar versenyző.

## Rekordok
A versenyt megelőzően a következő rekordok voltak érvényben:
| Világrekord     | Johann Olav Koss (NOR) | 13:30,55 | Hamar, Norvégia | 1994. február 20. |
| Olimpiai rekord | Johann Olav Koss (NOR) | 13:30,55 | Hamar, Norvégia | 1994. február 20. |

A versenyen új világrekord született:
| Gianni Romme (NED) | 13:15,33 | Nagano, Japán | 1998. február 17. |

## Végeredmény
Mindegyik versenyző egy futamot teljesített, az időeredmények határozták meg a végső sorrendet. Az időeredmények másodpercben értendők. A rövidítések jelentése a következő:
- WR: világrekord

| Helyezés | Versenyző            | Nemzet                 | Idő         |
| -------- | -------------------- | ---------------------- | ----------- |
| Arany    | Gianni Romme         | Hollandia (NED)        | 13:15,33 WR |
| Ezüst    | Bob de Jong          | Hollandia (NED)        | 13:25,76    |
| Bronz    | Rintje Ritsma        | Hollandia (NED)        | 13:28,19    |
| 4.       | Bart Veldkamp        | Belgium (BEL)          | 13:29,69    |
| 5.       | Kjell Storelid       | Norvégia (NOR)         | 13:35,95    |
| 6.       | Frank Dittrich       | Németország (GER)      | 13:36,58    |
| 7.       | Lasse Sætre          | Norvégia (NOR)         | 13:42,94    |
| 8.       | KC Boutiette         | Egyesült Államok (USA) | 13:44,03    |
| 9.       | Roberto Sighel       | Olaszország (ITA)      | 13:46,85    |
| 10.      | Alexander Baumgärtel | Németország (GER)      | 13:48,44    |
| 11.      | René Taubenrauch     | Németország (GER)      | 13:52,10    |
| 12.      | Marnix ten Kortenaar | Ausztria (AUT)         | 13:52,30    |
| 13.      | Vagyim Szajutyin     | Oroszország (RUS)      | 13:54,57    |
| 14.      | Sirahata Keidzsi     | Japán (JPN)            | 13:57,45    |
| 15.      | Remi Hereide         | Norvégia (NOR)         | 14:09,90    |
| 16.      | Dave Tamburrino      | Egyesült Államok (USA) | 14:12,00    |